# Eleições estaduais no Paraná em 1950
As eleições estaduais no Paraná em 1950 ocorreram em 3 de outubro como parte das eleições gerais no Distrito Federal, em 20 estados e nos territórios federais do Acre, Amapá, Rondônia e Roraima. Foram eleitos o governador Bento Munhoz da Rocha, o senador Othon Mader, nove deputados federais e quarenta e cinco estaduais.
Filho de Caetano Munhoz da Rocha, o engenheiro civil Bento Munhoz da Rocha é natural de Paranaguá e em 1927 foi graduado na Universidade Federal do Paraná. Professor desta instituição, trabalhou do Departamento de Engenharia da Caixa Econômica Federal. Membro fundador da Faculdade de Filosofia, Ciências e Letras do Paraná onde lecionou História e Sociologia. Imortal da Academia Paranaense de Letras, foi secretário do Conselho Federal de Engenharia e Agronomia e presidente do Sindicato dos Engenheiros do Paraná, além de compor os quadros do Instituto Histórico e Geográfico do Paraná e do Instituto Estadual de Engenharia.
Genro de Afonso Camargo, elegeu-se deputado federal pela UDN em 1945 atuando na Assembleia Nacional Constituinte que elaborou a Constituição de 1946 sendo o autor da emenda que extinguiu o Território Federal do Iguaçu devolvendo suas terras ao Paraná e Santa Catarina. Derrotado na eleição para governador em 1947, conquistou a vitória três anos mais tarde e tornou-se, após o sogro e o pai, o terceiro membro de sua família a assumir o executivo estadual.
Para senador foi eleito o engenheiro civil Othon Mader. Formado na Universidade Federal do Rio de Janeiro, foi graduado também em Geografia. Natural de Paranaguá, integrou o Clube de Engenharia do Rio de Janeiro e ao retornar ao seu estado presidiu as seguintes instituições: Sindicato dos Engenheiros do Paraná, Instituto de Engenharia do estado, Associação dos Funcionários Públicos e Sindicato das Companhias de Seguro. Exerceu a direção do Departamento de Terras e Colonização e do Departamento Geográfico, Geológico e Mineralógico do Paraná e trabalhou na Comissão de Terras do Paraná. Nomeado prefeito de Foz do Iguaçu em 1931 e de Ponta Grossa no ano seguinte, serviu ao governo paranaense como secretário de Agricultura, secretário de Fazenda e secretário de Viação e Obras Públicas. Inscreveu seu nome dentre os fundadores do Bamerindus e voltou para a política como presidente estadual da UDN sendo eleito senador em 1950.

## Resultado da eleição para governador
Em relação à disputa pelo governo estadual os arquivos do Tribunal Superior Eleitoral informam o comparecimento de 274.560 eleitores, dos quais 257.261 foram votos nominais ou votos válidos. Foram apurados também 11.807 votos em branco (4,30%) 5.492 votos nulos (2,00%).
| Candidato a governador do estado | Candidato a vice-governador | Número | Coligação                             | Votação | Percentual |
| -------------------------------- | --------------------------- | ------ | ------------------------------------- | ------- | ---------- |
| Bento Munhoz da Rocha PR         | Não havia -                 | -      | >UDN, PTB, PSP, PR, PST, PL, PRT, PRP | 172.638 | 67,11%     |
| Ângelo Ferrario Lopes PSD        | Não havia -                 | -      | PSD (sem coligação)                   | 84.413  | 32,81%     |
| Carlos Osório PSB                | Não havia -                 | -      | PSB (sem coligação)                   | 210     | 0,08%      |

## Resultado da eleição para senador
Em relação à disputa para senador os arquivos do Tribunal Superior Eleitoral informam o comparecimento de 274.560 eleitores, dos quais 227.098 foram votos nominais ou votos válidos. Foram apurados também 42.114 votos em branco (15,34%) 5.348 votos nulos (1,95%).
| Candidatos a senador da República | Primeiro suplente de senador     | Número | Coligação                            | Votação | Percentual |
| --------------------------------- | -------------------------------- | ------ | ------------------------------------ | ------- | ---------- |
| Othon Mader UDN                   | José Augusto Gomes de Farias UDN | -      | UDN, PTB, PSP, PR, PST, PL, PRT, PRP | 147.763 | 65,07%     |
| Raul Vaz PSD                      | Guilherme de Lacerda Braga PSD   | -      | PSD (sem coligação)                  | 79.335  | 34,93%     |

## Deputados federais eleitos
São relacionados os candidatos eleitos com informações complementares da Câmara dos Deputados.

Representação eleita
  PTB: 3
  UDN: 3
  PSD: 3

| Deputados federais eleitos | Partido | Votação | Percentual | Cidade onde nasceu | Unidade federativa |
| Paraílio Borba             | PTB     | 22.986  |            | Curitiba           | Paraná             |
| Arthur Santos              | UDN     | 15.648  |            | Curitiba           | Paraná             |
| Vieira Lins                | PTB     | 15.211  |            | Curitiba           | Paraná             |
| Pedro Firman Neto          | PSD     | 14.764  |            | Mallet             | Paraná             |
| Ostoja Roguski             | UDN     | 14.510  |            | Curitiba           | Paraná             |
| Lacerda Werneck            | UDN     | 12.340  |            | Guarapuava         | Paraná             |
| Melo Braga                 | PTB     | 12.201  |            | Curitiba           | Paraná             |
| Lauro Lopes                | PSD     | 10.341  |            | Curitiba           | Paraná             |
| Aramis Athayde             | PSD     | 9.252   |            | Curitiba           | Paraná             |

## Deputados estaduais eleitos
Estavam em jogo as 45 cadeiras da Assembleia Legislativa do Paraná.

Representação eleita
  PSD: 16
  PTB: 12
  UDN: 8
  PR: 4
  PSP: 2
  PRP: 1
  PST: 1
  PL: 1

Fonteː
| Deputados estaduais eleitos      | Partido | Votação | Percentual | Cidade onde nasceu       | Unidade federativa |
| Waldemiro Pedroso                | PSD     | 3.910   |            | Curitiba                 | Paraná             |
| João Chede                       | PSD     | 3.261   |            | Palmeira                 | Paraná             |
| Raul de Rezende Filho            | PTB     | 3.168   |            | Campo Mourão             | Paraná             |
| Júlio Rocha Xavier               | PTB     | 3.029   |            | Ponta Grossa             | Paraná             |
| Francisco Accioly Filho          | PSD     | 2.982   |            | Paranaguá                | Paraná             |
| Guataçara Borba Carneiro         | PSD     | 2.918   |            | Reserva                  | Paraná             |
| Edwino Donato Tempski            | UDN     | 2.834   |            | Caxias do Sul            | Rio Grande do Sul  |
| João Vargas de Oliveira          | UDN     | 2.758   |            | Ponta Grossa             | Paraná             |
| José Hoffmann                    | PTB     | 2.754   |            | Curitiba                 | Paraná             |
| Dagoberto Pusch                  | PTB     | 2.686   |            | Toledo                   | Paraná             |
| Hélio Setti                      | PSD     | 2.654   |            | São Paulo                | São Paulo          |
| Anísio Luz                       | PSD     | 2.637   |            | Palmas                   | Paraná             |
| Antônio Baby                     | PTB     | 2.539   |            | Mallet                   | Paraná             |
| Alcides Caetano                  | PTB     | 2.533   |            | Guarapuava               | Paraná             |
| Cândido Machado de Oliveira Neto | PSD     | 2.478   |            | Clevelândia              | Paraná             |
| Joaquim Cardoso da Silveira      | PSD     | 2.445   |            | Santo Antônio da Platina | Paraná             |
| Francisco Silveira Rocha         | PTB     | 2.364   |            | Piraquara                | Paraná             |
| Peregrino Dias da Rosa Filho     | PSD     | 2.324   |            | Ponta Grossa             | Paraná             |
| João Batista Ribeiro Júnior      | PSD     | 2.317   |            | Campina Grande do Sul    | Paraná             |
| Rubem Fleury da Rocha            | UDN     | 2.299   |            | Ouro Preto               | Minas Gerais       |
| Antônio Annibelli                | PTB     | 2.289   |            | São Paulo                | São Paulo          |
| Gastão Vieira de Alencar         | PTB     | 2.205   |            | Umuarama                 | Paraná             |
| Francisco Cavalli Costa          | UDN     | 2.143   |            | Campo Largo              | Paraná             |
| Francisco Soares                 | PTB     | 2.112   |            | Rio Grande               | Rio Grande do Sul  |
| Divonsir Borba Côrtes            | PTB     | 2.025   |            | Curitiba                 | Paraná             |
| Joaquim Linhares de Lacerda      | UDN     | 1.957   |            | Lapa                     | Paraná             |
| Jorge de Lima                    | PTB     | 1.913   |            | Curitiba                 | Paraná             |
| Ernesto Moro Redeschi            | PSD     | 1.897   |            | Almirante Tamandaré      | Paraná             |
| Laertes de Macedo Munhoz         | UDN     | 1.883   |            | Curitiba                 | Paraná             |
| Iracy Ribeiro Viana              | PSD     | 1.858   |            | Cambé                    | Paraná             |
| Ernani Benghi                    | PSD     | 1.852   |            | Uraí                     | Paraná             |
| Vespertino Ferreira Pimpão       | PL      | 1.840   |            | Londrina                 | Paraná             |
| Chafic Cury                      | PR      | 1.776   |            | Rio Azul                 | Paraná             |
| Emílio Humberto Carazzai         | PSD     | 1.716   |            | Arapongas                | Paraná             |
| Antonio Lustosa de Oliveira      | PSD     | 1.685   |            | Guarapuava               | Paraná             |
| Mário Faraco                     | PSD     | 1.645   |            | Araucária                | Paraná             |
| Atílio de Almeida Barbosa        | PSP     | 1.618   |            | Curitiba                 | Paraná             |
| Milton Batista Ribas             | PR      | 1.587   |            | Palmas                   | Paraná             |
| João Xavier Viana                | PR      | 1.576   |            | Fazenda Rio Grande       | Paraná             |
| Rivadávia Vargas                 | UDN     | 1.570   |            | Castro                   | Paraná             |
| Dario Marchesini                 | UDN     | 1.564   |            | Apucarana                | Paraná             |
| Luiz Américo Teti                | PST     | 1.531   |            | Sarandi                  | Paraná             |
| Lauro Gentil Portugal Tavares    | PR      | 1.417   |            | Campo Largo              | Paraná             |
| Amadeu Puppi                     | PRP     | 1.166   |            | Paranaguá                | Paraná             |
| Antonio Constâncio Souza         | PSP     | 1.105   |            | Araucária                | Paraná             |